# NGC 2720
NGC 2720 est une vaste galaxie lenticulaire relativement éloignée et située dans la constellation du Cancer. NGC 2720 a été découverte par l'astronome allemand Albert Marth en 1864.

## Caractéristiques
Sa vitesse par rapport au fond diffus cosmologique est de 9 002 ± 25 km/s, ce qui correspond à une distance de Hubble de 132,8 ± 9,3 Mpc (∼433 millions d'al).